# Gonfreville
Gonfreville ist eine französische Gemeinde mit 162 Einwohnern (Stand 1. Januar 2022) im Département Manche in der Region Normandie. Sie gehört zum Arrondissement Coutances und zum Kanton Agon-Coutainville. 
Nachbargemeinden sind Gorges im Norden, Nay im Osten, Saint-Germain-sur-Sèves im Südosten, Périers im Südwesten und Saint-Patrice-de-Claids im Westen.

## Bevölkerungsentwicklung
| Jahr      | 1962 | 1968 | 1975 | 1982 | 1990 | 1999 | 2008 | 2018 |
| --------- | ---- | ---- | ---- | ---- | ---- | ---- | ---- | ---- |
| Einwohner | 195  | 176  | 172  | 178  | 158  | 153  | 163  | 154  |

## Sehenswürdigkeiten
- Kirche Saint-Manvieu
- Manoir de la Cour, Herrenhaus, Monument historique seit 1977

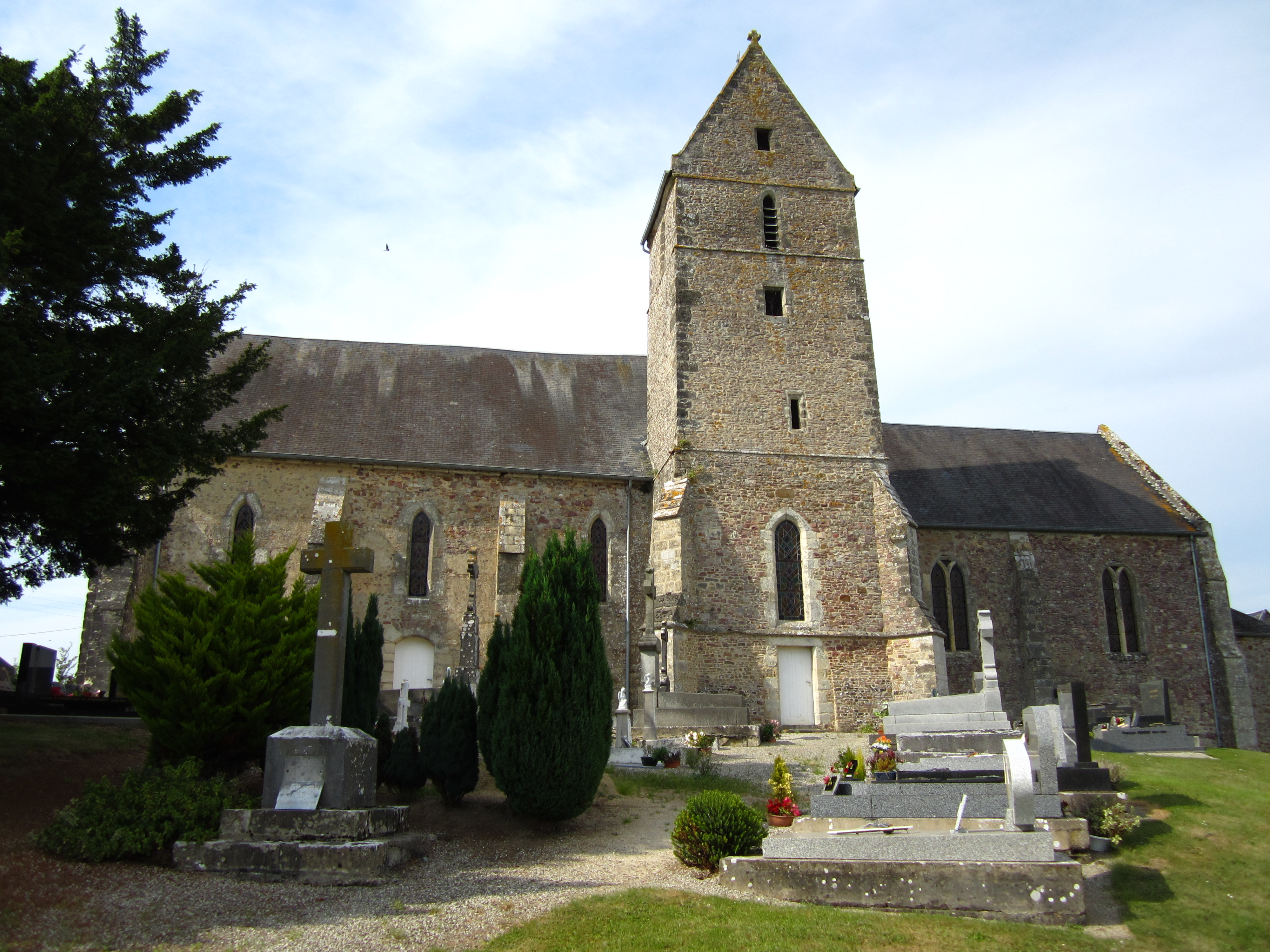
Kirche Saint-Manvieu
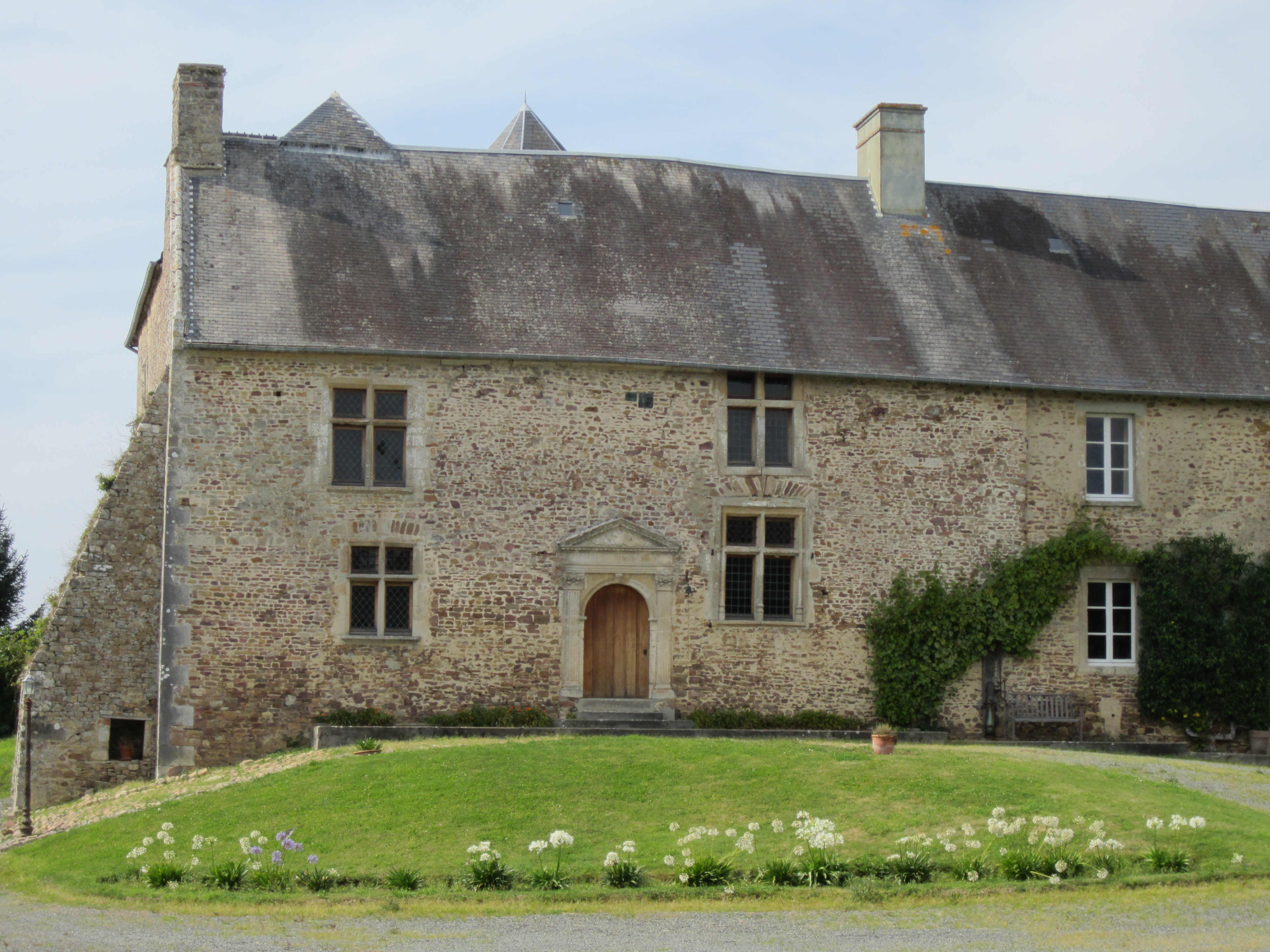
Manoir de la Cour